# Geo Leibli
Geo Leibli – niewielki półwysep na Hirta w archipelagu St Kilda. Położony jest na średniej wysokości 3,8 m n.p.m. Półwysep zaczyna się klifem. Na półwyspie znajduje się także wiele gniazd ptaków morskich. Nazwana tak jest także podwodna jaskinia (ang. Geo Leibli Cave) znajdująca się na tym półwyspie. Jaskinia została odkryta i nazwana w 1983 roku przez Gordona Ridleya. Można w niej nurkować.